# Domingo de Oro
Francisco Domingo de Oro (San Juan (Argentina), 28 de diciembre de 1800 - Baradero, provincia de Buenos Aires, 26 de diciembre de 1879) fue un político argentino de larga trayectoria oscilante entre los partidos unitario y federal.

## Biografía
Fue hijo de José Antonio de Oro y Albarracín —hermano de Fray Justo Santa María de Oro— y Magdalena Zavalla. Se educó en su ciudad natal y en el Colegio de San Carlos de Buenos Aires.

### Primeras actuaciones
En enero de 1820 participó en la revolución de Mariano Mendizábal. Intentó mediar entre el jefe revolucionario y José de San Martín pero fue ignorado por ambos. Se entrevistó con San Martín poco antes de que este partiera hacia el Perú. De regreso fue arrestado y enviado preso a Jáchal y luego a San Agustín del Valle Fértil. En medio de los sucesivos desórdenes de su provincia jugó un papel ambiguo ante en avance del general chileno José Miguel Carrera, ya que si bien consiguió el apoyo del regimiento de José María Pérez de Urdininea en contra de este, también fue acusado de haber convencido al caudillo chileno de regresar a Mendoza donde sería derrotado en la batalla de Punta del Médano y fusilado. Su actuación le valió la expulsión de su provincia.
Tras un breve paso por Córdoba y Buenos Aires se trasladó a Entre Ríos, donde se puso a órdenes del gobernador Mansilla, siendo su ministro de gobierno; en su nombre firmó el Tratado del Cuadrilátero. Fue también ministro de su sucesor, Juan León Solas. Fue uno de los redactores de la constitución provincial de 1822 y redactor del periódico oficial Correo Ministerial del Paraná. Renunció el 17 de mayo de 1825 y regresó a Buenos Aires.
Amigo de Pedro José Agrelo, alojó en su casa de Buenos Aires al coronel Juan Manuel de Rosas, comandante de campaña de Buenos Aires.

### Del Alto Perú a Panamá
En 1825 el ministro porteño Bernardino Rivadavia lo nombró secretario de la misión que el general Carlos María de Alvear y el doctor José Miguel Díaz Vélez emprendieron al Alto Perú en representación del Gobierno de las Provincias Unidas del Río de la Plata. La misión Alvear-Díaz Vélez debía tratar dos cuestiones de suma importancia con el libertador general Simón Bolívar. La primera era la reincorporación de las provincias altoperuanas al territorio de las Provincias Unidas, al haber concluido el proceso de emancipación de la Corona española. La segunda era insistir en que Bolívar ayudara bélicamente en la inminente Guerra contra el Imperio del Brasil por la disputa de la actual República Oriental del Uruguay y parte del actual estado brasileño de Río Grande del Sur. Ello porque la Provincia Oriental del Río de la Plata quería unificarse a las demás de este nombre en el territorio de Sud América.
Pero las provincias del Alto Perú decidieron independizarse con el nombre de República de Bolívar y la misión solamente logró que Bolívar ordenara al mariscal Antonio José de Sucre la devolución del territorio de Tarija a la provincia de Salta, integrante de las Provincias Unidas, el 17 de noviembre de 1825. Esta situación duró poco tiempo, ya que el 26 de agosto de 1826 Tarija se incorporó a Bolivia. Frente a ello el Congreso Constituyente argentino, mediante una ley del 30 de noviembre de 1826,  promulgada el 1 de diciembre, declaró a Tarija y su territorio adyacente como una provincia argentina separada de Salta.
Oro pasó como secretario a la embajada argentina en Lima, donde el embajador lo envió —sin permiso del gobierno porteño— al Congreso Interamericano reunido por Simón Bolívar en Panamá. Fue el único argentino en ese Congreso.

### Las guerras civiles
De regreso a Cuyo, realizó gestiones ante el general Facundo Quiroga, con la intención de hacer cesar su oposición al entonces presidente Rivadavia, pero no obtuvo resultado alguno. Tras la renuncia de Rivadavia a la presidencia se trasladó a Buenos Aires, donde el nuevo gobernador Manuel Dorrego le ofreció un ministerio, que no aceptó. En cambio editó un periódico que alentó la oposición a Dorrego, llamado El Porteño.
Dorrego lo envió a Santa Fe para coordinar las acciones de invasión a las Misiones Orientales, las que pretendían volcar a favor de la Argentina la Guerra del Brasil. El gobernador santafesino Estanislao López lo nombró su secretario y diputado en la Comisión Representativa de las Provincias Unidas, reunida en esa ciudad.
Cuando Juan Lavalle fusiló a Dorrego, López le encargó mediar ante él para evitar llegar al enfrentamiento directo; Lavalle se negó a recibirlo, por lo que lanzó un furioso discurso en contra del fusilamiento de Dorrego, que le valió la expulsión de Buenos Aires en momentos en que se reiniciaba la guerra civil entre Buenos Aires y Santa Fe. Fue secretario en campaña de Estanislao López hasta la batalla de Puente de Márquez. Luego fue enviado junto al padre José Ignacio de Amenábar a tratar con el general José María Paz, que se había apoderado del gobierno de la provincia de Córdoba, y firmó con este un tratado preliminar de paz tras la batalla de La Tablada. Tras la ocupación de Cuyo por las fuerzas federales de Quiroga, el nuevo gobierno sanjuanino lo comisionó a Chile, a reclamar la devolución de las armas que se habían llevado los unitarios que se habían refugiado en ese país; no logró su cometido, pero alcanzó a conocer y dejarse influenciar por las ideas del ministro Diego Portales.
Fue el enviado del gobernador Balcarce en la Campaña de Rosas al Desierto en 1833, pero regresó durante la crisis que causó la renuncia del gobernador. Su sucesor Juan José Viamonte lo envió a firmar tratados interprovinciales. Fracasó y debió huir a Chile, amenazado por los federales de su provincia natal.
Regresó a San Juan a principios de 1835, poco después del asesinato de Quiroga, y convenció al gobernador Martín Yanzón de llevar a cabo un gobierno de conciliación entre los dos partidos, opositor a Rosas. A fines de ese año se vio envuelto en una conspiración en la vecina Mendoza, pero salvó su vida entregando a los militares involucrados para su ejecución, entre ellos al coronel Lorenzo Barcala. A continuación convenció a Yanzón de atacar la provincia de La Rioja, donde este fue derrotado y ambos debieron huir a Chile.

### Periodismo, negocios y política
En Santiago de Chile se dedicó al periodismo y participó en la organización de la Comisión Argentina de Emigrados, presidida por el general Las Heras, en la que también figuraban Domingo Faustino Sarmiento y Bartolomé Mitre. En carta de 30 de agosto de 1842 al pintor bávaro Juan Mauricio Rugendas, De Oro le informa que «le ha ido mal con el colegio que abriera en Talca, que lo cierra y regresa a Santiago». En Valparaíso publicó un panfleto llamado El tirano de los pueblos argentinos, dedicado a denostar a Juan Manuel de Rosas. Pasó a Bolivia donde dirigió el periódico La Época, fundado por el después general Wenceslao Paunero en La Paz, y el diario oficial. Dirigió las actividades de los emigrados contra el régimen de Rosas, contra el cual lanzó varias expediciones, entre ellas dos dirigidas por el después famoso caudillo federal "Chacho" Peñaloza. Intentó algunos negocios mineros en Copiapó, que no dieron resultado.
Tras la batalla de Caseros, que significó la caída de Rosas, regresó brevemente a San Juan, donde inició un negocio de forrajes en Angaco que no prosperó, y de regreso a Chile apoyó la separación del Estado de Buenos Aires del resto del país. Instalado desde 1858 en Paraná, capital de la Confederación Argentina, se le encomendaron varios trabajos relacionados con la minería que no llevó adelante, ni tampoco redactó el Código de Minería de la Confederación que se le encargó. Apoyó en la prensa el asesinato del gobernador sanjuanino Nazario Benavídez, amigo de Urquiza, por lo que se enemistó con él. El nuevo presidente, Santiago Derqui, lo envió a Mendoza a realizar prospecciones mineras; terminó en San Juan, apoyando la revolución que llevó a la muerte al gobernador José Antonio Virasoro.
Se encontraba en Mendoza en 1861 cuando lo sorprendió el violento terremoto que destruyó la ciudad; salvó su vida tras permanecer muchas horas sepultado entre los escombros, y desde entonces soportó dolores intensos en sus piernas y cadera, que lo obligaron a caminar con muletas el resto de su vida.
Después de la batalla de Pavón se pronunció abiertamente por el partido liberal, y el gobernador Sarmiento lo llevó a la presidencia de la legislatura sanjuanina. Aunque no se llevó bien con Sarmiento, fue ministro de Gobierno de sus sucesores Santiago Lloveras y Saturnino de la Presilla y proyectó el primer Código de Minería argentino, que no fue considerado por el Congreso.
Durante unos diez años permaneció alejado de toda actividad pública y recorrió el país en busca de negocios mineros, pero en la década de 1870 volvió a viajar por todo el país, intentando distintos negocios, incluyendo entre sus destinos Carmen de Patagones y la región chaqueña, y también Asunción del Paraguay.
Murió en casa de su hijo en Baradero (provincia de Buenos Aires), el 26 de diciembre de 1879.